# Stephen Charles Kanitz
Stephen Charles Kanitz (São Paulo, 31 de 1 de 1946 ) es un consultor de empresas y conferencista brasileño, con maestría en Administración de Empresas de Harvard Business School y con un grado en Contabilidad en la Universidad de São Paulo.
En 1974 fue uno de los precursores de análisis de riesgo y crédito con su artículo "Como Prever Falências", en la Revista Exame 12/1974 postulando, que terminó conocido como el Termômetro de Kanitz. El Análisis de riesgo abrió la posibilidad de crédito para pequeños empresarios e personas pobres, anteriormente sin acceso.
En 1975 creó la edición anual Melhores e Maiores de la revista Exame, determinando las empresas de mejor desempeño global cada año, iniciando en Brasil el movimiento de benchmarking, seis años antes que Tom Peters hiciera lo mismo en Estados Unidos en 1981, con su libro En Busca de la Excelencia.
En 1992 fue uno de los líderes del concepto de Responsabilidad Social Empresarial, creando el primer sitio de voluntariado, http://www.voluntarios.com.br, y el primero de donaciones en la Internet brasilera, http://www.filantropia.org.
En 1994 publicó el libro O Brasil que Dá Certo, llegando a la 32a. edición y obteniendo el Premio Jabuti de 1995. Fue uno de los pocos que previeron el éxito del do Plano Real, que iría a erradicar definitivamente la inflación en Brasil, y previó que la bolsa brasilera crecería 10 veces en los 10 años siguientes y que el futuro empresarial sería ofrecer productos populares para mercados de bajos ingresos. 
Se volvió conocido en Brasil principalmente por su columna en la revista Veja, de la cual es columnista desde 1998, en la sección Punto de Vista.